# Ley del Caso
Se conoce como Ley del Caso al decreto expedido el 23 de junio de 1833 por el gobierno federal de los Estados Unidos Mexicanos, por medio del cual se ordenó el destierro de medio centenar de individuos a quienes se le consideraba opositores al régimen reformista.  Es referida con este nombre porque especificaba ser extensiva a todos los individuos "que estuvieran en el mismo caso", sin explicar cuál era el caso, situación que permitió a diversos congresos estatales elaborar sus propias listas para deshacerse de sus opositores. También es conocida como la ley del ostracismo político.

## Marco histórico
El 15 de marzo de 1833 se efectuaron elecciones para presidente y vicepresidente de la república. Dieciocho estados emitieron su voto, Antonio López de Santa Anna fue elegido presidente con dieciséis votos, y Valentín Gómez Farías fue elegido vicepresidente con once votos. Durante este período presidencial, ambos personajes alternaron la titularidad del Poder Ejecutivo debido a las frecuentes ausencias de Santa Anna, quien en algunas ocasiones se refugiaba en su hacienda de Manga del Clavo aduciendo problemas de salud, y en otras, solicitaba licencia al Congreso para dirigir personalmente al ejército y combatir levantamientos o pronunciamientos.
Aunque había abanderado la causa federalista y republicana, Santa Anna no pertenecía a ningún partido específico ni era defensor de ninguna ideología política en particular, en varias ocasiones demostró poder abandonar cualquier alianza política si así convenía a sus intereses, no obstante tenía una gran influencia sobre el ejército y fue considerado la figura política más poderosa del país. En contraste, Gómez Farías era un político de ideología liberal, durante el primer mes y medio de su administración —que fue conocida como la de los "hombres del progreso"— implementó reformas con tendencias opuestas a las del gobierno de Anastasio Bustamante y los "hombres de bien". Promovió el ejercicio del Patronato, el diezmo voluntario, la abolición de corporaciones, fueros y privilegios, la ocupación de bienes de órdenes religiosas y la reorganización del ejército. El 16 de mayo, Santa Anna asumió la presidencia para presidir la entrega de medallas a los militares que habían participado en la batalla de Pueblo Viejo, por otra parte promovió que el gobierno tomase posesión de los bienes del duque de Monteleón y que se promulgase la ley sobre libertad de siembra y expendio de tabaco, lo cual fue un golpe contra quienes se nucleaban en torno al intelectual, industrial y exministro Lucas Alamán quien ya había comenzado a representar la oposición contra el liberalismo que buscaba la expropiación de latifundios como el del Ducado de Monteleón, tierras pertenecientes a comunidades, como fue el caso del Estado e México bajo la gubernatura de Lorenzo de Zavala en 1832, o pertenecientes a la Iglesia.
El 3 de junio, Santa Anna pidió licencia para combatir a la rebelión de Escalada, la cual se inició en Valladolid bajo el grito de "libertad y fueros". El principal malestar era la reorganización de las fuerzas armadas implementada por Gómez Farías, cuyo objetivo era disminuir en número al ejército federal para aumentar las milicias estatales. Paradójicamente, Ignacio Escalada declaraba a Santa Anna como su protector. Días después, al sur de la capital, inició la rebelión de Gabriel Durán a quien se unió Mariano Arista. El proyecto de los rebeldes era imponer una dictadura, la cual sería dirigida por el propio Santa Anna, pero este consideró que era necesario mantener la paz y la unidad en la República, pues había "temores fundados" de una nueva invasión extranjera.
El día 6 de junio, en las inmediaciones de Cuernavaca, el presidente fue aprehendido por los rebeldes. Al día siguiente los generales Gabriel Durán y Valentín Canalizo le pidieron que aceptase ser proclamado como supremo dictador de la República, así como la destitución de Lorenzo de Zavala en el gobierno del Estado de México. Santa Anna se negó a romper la legalidad de las instituciones federales y republicanas, el día 8 fue conducido a la hacienda de Buenavista en Cuautla. El día 11 de junio, con la ayuda del teniente coronel Gerónimo Cardona y de su asistente Manuel Rojano, logró escapar de sus captores dirigiéndose a Puebla.

## Promulgación de la ley
Santa Anna regresó a la Ciudad de México en donde fue recibido con manifestaciones de alegría, el día 18, nuevamente asumió la presidencia. Estos levantamientos causaron polémica en el Congreso de la Unión, el día 23 de junio, tras acaloradas discusiones se aprobó y proclamó el decreto que ordenaba el destierro por seis años de medio centenar de individuos, a quienes se le consideró enemigos del régimen reformista.
Los afectados en primera instancia por esta ley fueron: Francisco Sánchez de Tagle, Francisco Molinos del Campo, Florentino Cornejo, Joaquín Ramírez y Sesma, general Zenón Fernández, teniente coronel Pablo Barrera, Mariano Michelena, Antonio Alonso Terán, Francisco Almirante, José Fontecha, Francisco Fagoaga, médico Joaquín Villa, Félix Lope de Vergara, canónigo Manuel Posada y Garduño, magistral Joaquín Oteiza, canónigo Joaquín Madrid, Miguel Santa María, Juan Nepomuceno Navarrete, José Domínguez Manzo, Florentino Martínez, José Morán, Nicolás Condelle, Eulogio Villaurrutia, Antonio Villaurrutia, Mariano Villaurrutia, Juan Nepomuceno Quintero, Antonio Fernández Monjardín, José Segundo Carvajal, José María Gutiérrez de Estrada, Miguel Barreiro, Felipe Codallos, Juan José Andrade, canónigo Juan Manuel Irisarri y Peralta, Anastasio Bustamante, Rafael Mangino, Mariano Paz y Tagle, Pedro Marcial Guerra, Luis Antepara, Carlos Beneski, José Antonio Mozo, Gabriel de Yermo, José de Yermo, José Justo Gómez de la Cortina, Domingo Pozo, José Cacho, teniente coronel Miguel González, coronel Joaquín Orihuela, José Aniovas, Rafael Dávila, médico Martínez Gutiérrez, y Manuel Cortázar. 
Esta ley se utilizó como un arma política, bajo su amparo se cometieron un sinnúmero de atropellos jurídicos. Las legislaturas de los estados redactaron sus propias listas para deshacerse de sus enemigos políticos. Los opositores al régimen aprovecharon esta circunstancia para realizar críticas y polarizar a la sociedad. A consecuencia de la proclamación del Plan de Cuernavaca, la ley fue derogada el 30 de julio de 1834.